# 小行星4492
小行星4492（4492 Debussy）是一颗绕太阳运转的小行星，为主小行星带小行星。该小行星于1988年9月17日发现。

## 轨道参数
小行星4492的轨道半长轴为2.7668397 UA，离心率为0.180。